# Cerball mac Dúnlainge
Cerball mac Dúnlainge († 888)  est un roi d'Osraige. Ce royaume situé dans le  sud-ouest de l'Irlande dans le territoire du moderne Comté de Kilkenny, constituait un État tampon entre les deux puissants royaumes de Munster et de Leinster.
Après la mort de Feidlimid mac Crimthain, roi de Munster, en 847, Cerball impose son hégémonie. Sous le règne de Feidlimid mac Crimthain issu des  Eóganacht Chaisil, l'Osraige était un état sujet du Munster mais la succession de Feidlimid est dévolue une série de rois faibles qui doivent en outre combattre contre les incursions des Vikings sur les côtes du Munster. Dans ce contexte, Cerball disposant d'une forte position régionale devient le second plus puissant roi d'Irlande de cette époque.
Kjarvalr Írakonungr, (en vieux norrois: Kjarvalr roi d'Irlande ) figure importante des sagas islandaises dans lesquelles il apparaît comme l'ancêtre de plusieurs éminente familles émigrées en Islande, est identifié avec Cerball.

## Début de règne
Cerball succède en 842 à son père Dúnlang (ou Dúngal) mac Fergaile comme roi d'Osraige. À cette époque l'Ard ri Erenn était  Mael Seachnaill Ier mac Mael Ruanaid qui avait épousé Land une sœur de Cerball. Ce dernier en retour s'était marié avec une fille de Máel Sechnaill parfois identifiée avec Maelfenhail (?).
La première mention relative à l'activité de Cerball dans les Chroniques d'Irlande est de 846, lorsque les Vikings attaquent le nord l'Osraige, détruisent l'église de Coolcashin (près de Galmoy), et pille un établissement non identifié nommé « Cúl Maine ». À cet endroit les pillards subissent une attaque de nuit de l'armée de Cerball qui leur inflige de lourdes pertes.
L'anne suivante Cerball défait une attaque des Vikings venant des Midlands irlandais, peut-être du  royaume de Dublin, menés par un certain Hákon. Cette bataille selon les sources serait intervenue à  Carn Brammit, un site jusqu'à ce jour non identifié.
Les Annales des quatre maîtres relèvent une invasion de l'Osraige en 848 par les Uí Cheinnselaigh la dynastie du sud du Leinster, menée par leur roi Echtigern mac Guaire. Cerball joue un rôle dans la disparition d'Echtgern en 853. Les Annales d'Ulster rapportent en effet qu'Echtigern est tué par « ruse » par Cerball et un certain Bruatur mac Áed, et qu'ensuite Bruatur est tué huit jours après par ses complices dans cette affaire.
En 854 les Annales fragmentaires d'Irlande indiquent que Cerball est envoyé au Munster par son beau-frère afin de collecter le tribut et les otages.
En 855  il massacre une armée de  Vikings commandée par un certain Rodolb. À la suite de cette bataille  Cerball est capturé par d'autres Vikings mais il parvient à s'échapper. Peu après Cerball aide une force de Danois conduite par un chef nommé Horm dans leur guerre contre les Norvégiens. Les Danois devaient avoir leur base dans l'actuel Waterford. Les Hommes de Munster réclament l'aide de Cerball contre les Norvégiens, et Cerball avec ses guerriers d'Osraige, Horm et ses Danois et un parti d'Hommes du Munster infligent une lourde défaite  aux Norvégiens. Son allié Horm est tué peu après lors d'un raid au pays de Galles par Rhodri le Grand.

## Amlaíb et Ímar
Cerball apparaît ensuite allié avec deux rois  Norvégiens-Gaëls, Amlaíb Conung, « fils du roi de Lochlann », et Ímar, nommé « Roi des Hommes du nord de toute l'Irlande et de la Bretagne », lors de sa mort en 873. Ímar est parfois considéré comme la même personne Ivar sans-os et Amlaíb identifié avec Olaf le Blanc, respectivement fils et petit fils du légendaire roi Ragnar Lodbrok, bien que cela semble incertain. Ses alliés ne sont pas suffisamment puissants pour dissuader Máel Sechnaill d'exiger des otages et un tribut de Cerball en 858, mais Cerball et Ímar font campagne ensemble au Leinster cette année, et également contre les Norvégies-Gaëls du Munster. L'année suivante, avec cette fois Amlaíb Conung, ils razzient les domaines de  Máel Sechnaill dans le Mide, mais ensuite  Cerball est dans l'obligation de se soumettre à Máel Sechnaill.
En 860 Cerball défait une armée de norvégiens qui effectuaient une razzia en Osraige, et plus tard dans l'année il se joint à  Máel Sechnaill dans une campagne contre Áed Findliath dans le nord de l'Irlande.

## Áed et Flann
Máel Sechnaill meurt en 862 et a comme successeur Áed Findliath, qui épouse sa veuve, la sœur de Cerball. En 862, Cerball défait une flotte norvégienne commandée par un Rodolb, il n'est pas certain qu'il s'agisse du même Rodolb qui celui qui a été vaincu en 855. En 864 les Annales fragmentaires d'Irlande relèvent que les Hommes du Leinster et leurs alliés norvégiens effectuent une expédition de pillage dans l'Osraige par vengeance du raid mené précédemment par Cerball, et que les Eóganachta du Munster mettent à profit cette agression pour l'attaquer, dans ce contexte Cerball fait des incursions contre offensives chez ses deux voisins et cause beaucoup de destructions. La même année il attaque également les Déisi voisins.
En 870 Áed Finnliath conduit une grande armée contre le Leinster et Cerball l'accompagne. L'armée d'Osraige établi son campement à l'écart de celui des forces principales d'Áed et est attaquée par les Hommes de Leinster. Bien que Cerball repousse l'attaque en leur infligeant de lourdes pertes, Cennétig mac Gáethíne, un parent de Cerball, est tué dans la bataille. Après une entrée sur une expédition au Connacht et au Munster en 871, les Annales fragmentaires s'interromptent. Dans les Annales d'Ulster, rien d'autre n'est relevé sur Cerball jusqu'à sa mort soudaine en 888. Toutefois le Cogad Gáedel re Gallaib (Les Guerres des Irlandais contre les Étrangers) va jusqu'à considérer que Cerball  exerce de 873 jusqu'à sa mort un véritable protectorat sur le royaume de Dublin.
Son successeur sur le trône d'Osraige est son frère Riacán, mais le royaume subit un eclipse et tombe dans une relative obscurité pendant de nombreuses années, jusqu'à ce que son descendant à la 4e génération Donnchad mac Gilla Patráic  devienne roi en 1003 et réussisse même à s'imposer  pendant quelques années sur le royaume de Leinster.

## Kjarvalr Írakonungr
Il ne serait guère surprenant qu'un descendant de Cerball commandite une œuvre dans laquelle son ancêtre le plus illustre est dépeint sous un jour héroïque, il est moins évident de comprendre pourquoi Cerball en particulier, sous le nom de Kjarvalr Írakonungr, a acquis une place aussi importante dans les sagas islandaises et dans les généalogies des familles fondatrices de l'Islande enregistrées par le Landnámabók.
Le Landnámabók mentionne en effet « Kormlöð & Rafarta, la fille de Kjarval », « Dufnial, qui était le fils de Kjarval » et « Friðgerðr, la fille de Kjarval ». Rafarta ou Raforta est également mentionnée dans la Saga de Njál le Brûlé et dans la Laxdæla saga, et Friðgerðr dans les sagas du Vinland. Le mariage de « Eithne, fille du roi Kjarval d'Irlande » et de Hlodvir Thorfinnsson, Jarl des Orcades est rapporté dans la Orkneyinga saga et le Jarl Sigurd le Puissant, tué lors de la bataille de Clontarf est désigné comme leur fils.
Plusieurs de ces noms sont gaéliques : Kormlöð est une forme du nom bien connu Gormflaith, Eithne également est irlandais comme Dufnial (i.e:  Domnall). Il est plus douteux que Rafarta ou Fridgerd soit d'origine celtique, de plus il y a des difficultés avec le nombre supposé des générations. En effet les historiens de l'Irlande, ont constaté un trop petit nombre de générations dans les descendants supposés de Cerball en Islande vers la fin du Xe siècle par rapport à son héritier Donnchad mac Gilla Patraic († 1039). Compte tenu de la date probable à laquelle le Landnámabók a été compilé, il est trop récent pour pouvoir considérer que ces généalogies anciennes soient très fiables. Il convient en outre de souligner les incertitudes, des généalogies des souverains d'Osraige qui étaient elles-mêmes soumises à une réécriture complète à l'époque de Cerball et immédiatement après, afin de les lier aux dynasties du Laigin de Leinster.
Il a été suggéré que l'importance de Cerball dans les écrits islandais découle de la popularité des Annales fragmentaires d'Irlande parmi les vikings Norvégiens-Gaëls d'Irlande du XIe siècle, ces récits se sont transmis aux Islandais, qui ont ensuite incorporé ce célèbre roi guerrier dans leur ascendance. Que Cerball soit l'ancêtre de nombreuses familles de colons éminents est finalement de peu d'importance par rapport au fait que les Islandais aient jugé utile de considérer Cerball comme leur ancêtre réel ou imaginaire.
Comme l'adoption de noms scandinaves par les irlandais, les sagas sont un autre exemple de la création d'une culture Scandinave-Gaëlique, l'adoption de Cerball en Islande est un exemple des échanges culturels entre les Vikings et de la société gaélique dans l'Âge des Vikings.

## Généalogie
```
  
Dúngal
, † 842.
  | Ri 802-842
  |_____________________________________
  |                  |                 |
  |                  |                 |
  
Cerball
, † 888.   Riacan, † 894.   Land †890 = 
Mael Seachnaill Ier mac Mael Ruanaid
 = 
Áed Findliath
 = Gaethine
  | Ri 842-888        Ri 888-894
  |__________________________________________________________________________________________________
  |                   |        |                  |         |         |          |            |
  |                   |        |                  |         |         |          |            |
  
Diarmait
, † 928.   Cuilen  
Ceallach
, † 908.   Rafarta   Domnall   Kormled    Frithgertr   Ethna
Ri|894-905                   Ri|905-908          =Eyvindr   |        =Grimolfr  =Iorirhima   =
Hlodvir

  |908-928                     |__________      Bjarnason   |         |                       |
  |                            |          |                 Dufthakr  |                       |
  ?                            |          |                |         Thorgrimr        
Sigurd Hlodvirsson
, † 1014. 
  |                  
Donnchad
, † 976. Cuilen,  ____________|
  Ceallach,        Ri|934-976          † 933.  |           |
  † 1003.            |             Ri928-933   |           |
Ri996-1003     
Gilla Patraic
, † 996.            Vilbadr   Askell hnokhan
                   Ri|976-996                   |
                     |                          |__________ 
  
Donnchad mac Gilla Pátraic
                    |       |
          Ri 1003-1039                              |       |
           † 1039                               Bjollok   Bjolan
```

## Sources
- (en) Cet article est partiellement ou en totalité issu de l’article de Wikipédia en anglais intitulé « Cerball mac Dúnlainge » (voir la liste des auteurs), édition du 9 décembre 2012.
- (en) Donnchadh Ó Corráin, « The Vikings in Scotland and Ireland in the Ninth Century » C.E.L.T.The Vikings in Scotland and Ireland
- (en) Donnchadh Ó Corráin, « Viking Ireland - Afterthoughts » C.E.L.T Viking Ireland - Afterthoughts
- (en) Alex Woolf From Pictland to Alba 789~1070 The New Edinburgh History of Scotland II. Edinburgh University Press, (Edinburgh 2007)  (ISBN 9780748612345).
- (en) Francis John Byrne Irish Kings and High-Kings, Courts Press History Classics (Dublin 2001)  (ISBN 1851821961).
- (en) T.W Moody, F.X. Martin, F.J. Byrne A New History of Ireland IX Maps, Genealogies, Lists. A companion to Irish History part II . Oxford University Press réédition 2011  (ISBN 9780199593064) « Kings of Osraige, a.842-1176 », p. 202-203
- (en) Benjamin Hudson, (2004), « Cerball mac Dúngaile (d. 888) », Oxford Dictionary of National Biography, Oxford: Oxford University Press, retrieved 2007-08-20
- (en) Claire Downham, (2004), « The career of Cearbhall of Osraige », dans Ossory, Laois and Leinster 1: 1–18,  (ISSN 1649-4938).
- (en) Clare Downham, (2007), « Viking Kings of Britain and Ireland: The Dynasty of Ívarr to A.D. 1014 », Edinburgh: Dunedin,  (ISBN 978-1-903765-89-0).
- (en) Charles-Edwards, T. M. (2004), « Máel Sechnaill mac Máele Ruanaid (d. 862) », dans Oxford Dictionary of National Biography, Oxford: Oxford University Press, retrieved 2007-02-15
- War of the Gaedhil with the Gaill. Appendix D, Table VIII « Descendants of Cearbhall, Lord of Ossory and Danish King of Dublin » p. 297-302.
- Jean Renaud Les Vikings et les Celtes Ouest-France Université Rennes (1992)  (ISBN 2737309018).
- (en) Dictionary of Irish Biography article de Ailbhe Mac Shamhrain, Cerball